# Lesparre-Médoc
Lesparre-Médoc ist eine französische Stadt mit 5.862 Einwohnern (Stand 1. Januar 2022) im Département Gironde in der Region Nouvelle-Aquitaine. Die Stadt ist Sitz der Unterpräfektur (frz. Sous-préfecture) des Arrondissements Lesparre-Médoc und Hauptort des Kantons Le Nord-Médoc.

## Geographie
Lesparre-Médoc liegt im Zentrum der Halbinsel Médoc, die durch den Atlantik und die Gironde, Mündung der Flüsse Garonne und Dordogne gebildet wird. Das Gemeindegebiet gehört zum Regionalen Naturpark Médoc.

## Bevölkerung
| Einwohnerentwicklung | Einwohnerentwicklung | Einwohnerentwicklung | Einwohnerentwicklung | Einwohnerentwicklung | Einwohnerentwicklung | Einwohnerentwicklung | Einwohnerentwicklung | Einwohnerentwicklung | Einwohnerentwicklung | Einwohnerentwicklung | Einwohnerentwicklung |
| -------------------- | -------------------- | -------------------- | -------------------- | -------------------- | -------------------- | -------------------- | -------------------- | -------------------- | -------------------- | -------------------- | -------------------- |
| Jahr                 | 1793                 | 1851                 | 1901                 | 1954                 | 1962                 | 1968                 | 1975                 | 1982                 | 1990                 | 1999                 | 2017                 |
| Einwohner            | 818                  | 1677                 | 3959                 | 3378                 | 3443                 | 3563                 | 3814                 | 4217                 | 4661                 | 4855                 | 5801                 |

## Baudenkmäler
Siehe: Liste der Monuments historiques in Lesparre-Médoc

## Gemeindepartnerschaften
Lesparre-Médoc ist durch Städtepartnerschaften verbunden mit Olhão in der portugiesischen Algarve und Drayton in der englischen Grafschaft Oxfordshire.

## Söhne und Töchter der Stadt
- Jeanine Salagoïty (1923–2020), Leichtathletin und Triathletin